# X-encounter
「X-encounter」（エクセンカウンター）は、黒崎真音の楽曲。黒崎が作詞、高瀬一矢が作曲を手掛けた。6枚目のシングルとして2013年11月6日にジェネオン・ユニバーサルから発売された。

## 音楽性
本曲は、テレビアニメ『東京レイヴンズ』の初代主題歌に起用された。
黒崎の楽曲としては初めてI'veの高瀬一矢が作曲を手掛けており、黒崎の2ndアルバム『VERTICAL HORIZON』でのデジタルロックサウンドを基調に、トランスやテクノのビート感がより強調されたダンスチューンに仕上がっている。制作に際し黒崎は、『東京レイヴンズ』が夕方に放送されることも考慮して若者に理解されるフレーズを盛り込んだと話しており、始まりを予感させるガッツのある曲になっているという。歌詞は、1番が『東京レイヴンズ』の世界観を踏襲したものになっているのに対し、2番以降は黒崎の心情も反映されている。そのため2番のレコーディングの際は『東京レイヴンズ』と黒崎の混じり合いを表現するため1番よりも音程を下げて行われた。ちなみに、曲を最初に聞いた際はメロディラインがあまりにも複雑なため、英語で歌うことも考えたという。
2曲目「unchain.」は、黒崎によれば当初は鎖を繋がれたままの怨念じみた報われない内容であったが、強い黒崎と弱い黒崎を上手く制御できないと考えたため最終的に鎖を解き現在のバージョンに変更された。

## シングルリリース
2013年11月6日にジェネオン・ユニバーサルから発売された。黒崎のシングルとしては前作「UNDER/SHAFT」から1年ぶりのリリースとなる。
初回限定盤 CD+Blu-ray（GNCA-0312）・初回限定盤 CD+DVD（GNCA-0313）・通常盤（GNCA-0314）の3種リリースで、初回限定盤には4月28日にShibuya O-WESTにて行われた「MAON KUROSAKI LIVE TOUR 2013 "VERTICAL HORIZON」の模様が収録されている。通常盤のジャケットは『東京レイヴンズ』に登場する春虎と夏目のイラストが描かれている。

## シングル収録内容
| 全作詞: 黒崎真音。 |                                                           |           |            |      |
| #                  | タイトル                                                  | 作詞      | 作曲・編曲 | 時間 |
| 1.                 | 「X-encounter」(テレビアニメ『東京レイヴンズ』初代主題歌) | 黒崎真音  | 高瀬一矢   | 6:15 |
| 2.                 | 「unchain.」                                              | 黒崎真音  | fu_mou     | 4:55 |
| 3.                 | 「X-encounter」(instrumental)                             | 黒崎真音  |            | 6:14 |
| 4.                 | 「unchain.」(instrumental)                                | 黒崎真音  |            | 4:54 |
| 合計時間:          | 合計時間:                                                 | 合計時間: | 22:18      |      |

| #   | タイトル                                               | 作詞 | 作曲・編曲 |
| --- | ------------------------------------------------------ | ---- | ---------- |
| 1.  | 「生まれ出づる物語」                                   |      |            |
| 2.  | 「UNDER/SHAFT」                                        |      |            |
| 3.  | 「Distrigger」                                         |      |            |
| 4.  | 「鳴り響いた鼓動の中で、僕は静寂を聴く」               |      |            |
| 5.  | 「十鬼の絆」                                           |      |            |
| 6.  | 「VERTICAL HORIZON」                                   |      |            |
| 7.  | 「黎鳴 -reimei-」                                      |      |            |
| 8.  | 「Lisianthus.」                                        |      |            |
| 9.  | 「Just believe.」                                      |      |            |
| 10. | 「Dresser Girl...」                                    |      |            |
| 11. | 「LOVE O JETCOASTER」                                  |      |            |
| 12. | 「FRIDAY MIDNIGHT PARTY!!」                            |      |            |
| 13. | 「[Dreamed wolf]」                                     |      |            |
| 14. | 「SCARS」                                              |      |            |
| 15. | 「starry×ray」                                         |      |            |
| 16. | 「Magic∞world」                                        |      |            |
| 17. | 「story〜キミへの手紙〜」                              |      |            |
| 18. | 「VANISHING POINT」                                    |      |            |
| 19. | 「Best friends」                                       |      |            |
| 20. | 「メモリーズ・ラスト」                                 |      |            |
| 21. | 「TVアニメ「東京レイヴンズ」ノンテロップオープニング」 |      |            |
| 22. | 「「X-encounter」SPOT」                                |      |            |

## チャート
| チャート（2013年）                        | 最高位 |
| ----------------------------------------- | ------ |
| オリコン                                  | 13     |
| Billboard JAPAN HOT 100                   | 22     |
| Billboard JAPAN Hot Singles Sales         | 13     |
| Billboard JAPAN Hot Animation             | 5      |
| アニカン レコチョク着うたフル（TVサイズ） | 28     |